# 八尾民芸紙業社
八尾民芸紙業社は、かつて富山県富山市にあった製紙業社。

## 概要
八尾和紙の生産業者のうち、平成まで残った3社のうちの1社である。富山市八尾町上新町に所在し、和紙の製造、和紙製品の加工や、五箇山地区などから仕入れた製品の販売など行っていた。
1937年に谷井三郎らが設立した富山県美術紙研究所が起源にあたる。1939年に王子製紙系の製紙会社、日本加工製紙が研究所を吸収して日本擬革製造を設立、和紙を使った皮の代用品を製造するほか、軍用紙や工芸紙の製造も行っていた。日本擬革製造は1950年4月に日本加工製紙に吸収されたが、八尾の工場は1960年に元社員が日本民芸紙業社を設立して引き継ぎ、系列を離れて独立、この会社が後に八尾民芸紙業社となった。最盛期には、京都など他県への卸販売などもおこなっていた。
2009年には元の建物が「坂のまちアートinやつお 2009」で作品展示に利用された。
- 所在地 - 富山県富山市八尾町上新町2961[11]